# Cuspidaria lateriflora
Cuspidaria lateriflora là một loài thực vật có hoa trong họ Chùm ớt. Loài này được (Mart.) DC. mô tả khoa học đầu tiên năm 1845.